# Fiscale politie
De fiscale politie of fiscale recherche is een opsporingsdienst die zich bezighoudt met de voorkoming en opsporing van misdrijven die aan de belasting of de douane gerelateerd zijn, zoals belastingfraude of smokkel. Omdat het een gespecialiseerde politiedienst is, verschillen de taken en bevoegdheden sterk per land. De dienst kan bijvoorbeeld een onderdeel zijn van een belastingdienst met overigens algemene (volledige) opsporingsbevoegdheden, zoals de Nederlandse FIOD, of het kan een zelfstandige politiedienst zijn met een uitgebreid takenpakket, zoals de Italiaanse Guardia di Finanza.

## Colombia
Colombia kent de Policia Fiscal y Aduanera (POLFA), de "Belasting- en douanepolitie", die onderdeel is van de nationale politie van Colombia, en als taak heeft de opsporing van grote financiële fraude, smokkel en belastingontduiking.

## Duitsland
In Duitsland is de Steuerfahndung verantwoordelijk voor het opsporen van belastinggerelateerde misdrijven. De Steuerfahndung ressorteert onder de belastingdiensten van de deelstaten.

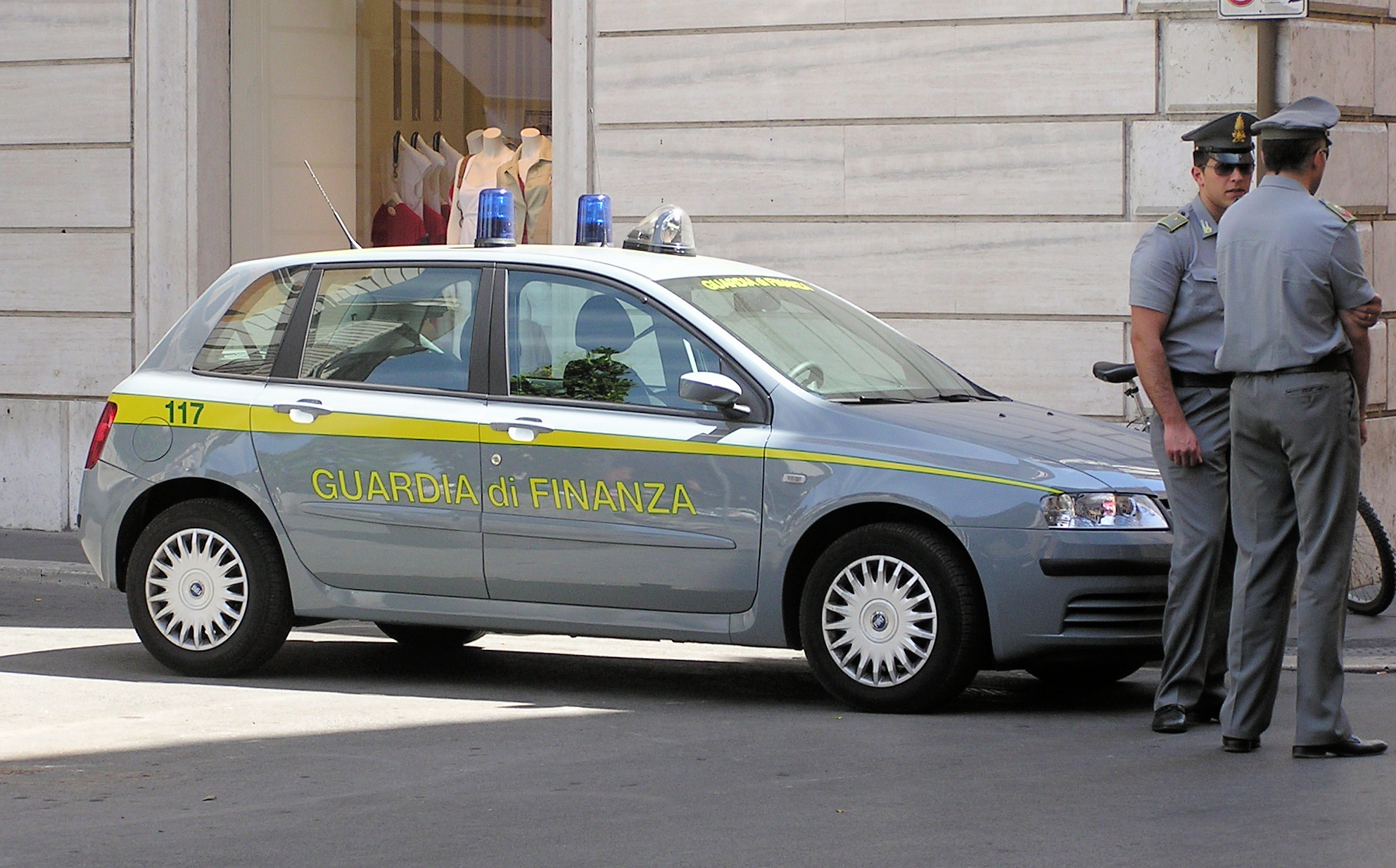
Guardia di Finanza in Rome

## Italië
De Italiaanse Guardia di Finanza is een militaire politiedienst die verantwoordelijk is voor de opsporing van fiscale delicten en economische fraude, en daarnaast belast is met de bewaking van de Italiaanse grenzen, inclusief douane. De dienst, die in 1774 is opgericht, heeft zo'n 68.000 agenten, 600 vaartuigen en 100 vliegtuigen en helikopters, en heeft een eigen alarmnummer, 117.

## Nederland
In Nederland is de FIOD, een bijzondere opsporingsdienst, verantwoordelijk voor de opsporing van fiscale delicten en economische fraude. De dienst is onderdeel van de Belastingdienst.

## Portugal
De Portugese Nationale Republikeinse Garde heeft een "fiscale brigade", die verantwoordelijk is voor douane en grensbewaking.

## Rusland
Rusland kent een "Federale Belastingpolitie" (FSNP). Deze dienst is berucht om de invallen bij grote bedrijven die vaak met veel machtsvertoon gepaard gaan, en soms gericht leken te zijn op intimidatie van bijvoorbeeld de politieke vijanden van president Vladimir Poetin en hem niet gunstig gezinde media.

## Verenigde Staten
De Internal Revenue Service, de federale belastingdienst van de VS, heeft een eigen opsporingsdienst (Criminal Investigation Division) met ongeveer 2800 agenten.